# Anastasija Tichonovová
Anastasija Tichonovová (rusky Анастасия Сергеевна Тихонова, Anastasija Sergejevna Tichonova, * 21. ledna 2001 Moskva) je ruská profesionální tenistka. Ve své dosavadní kariéře na okruhu WTA Tour nevyhrála žádný turnaj. V sérii WTA 125 vybojovala jednu deblovou trofej. V rámci okruhu ITF získala pět titulů ve dvouhře a čtrnáct ve čtyřhře.
Na žebříčku WTA byla ve dvouhře nejvýše klasifikována v lednu 2024 na 151. místě a ve čtyřhře v prosinci 2023 na 104. místě.
V juniorském tenise si zahrála finále čtyřhry French Open 2019, v němž s krajankou Alinou Čarajevovou nestačily na Američanky Chloe Beckovou a Emmu Navarrovou. Na juniorském kombinovaném žebříčku ITF nejvýše figurovala v lednu 2019 na 18. příčce.

## Tenisová kariéra
V hlavní soutěži okruhu ITF debutovala v srpnu 2018, když na dva navazující antukové turnaje v Kazani, dotované 15 tisíci dolary, obdržela divokou kartu. Vždy ji vyřadila krajanka Jekatěrina Kazionovová z šesté stovky žebříčku, nejdříve ve druhém kole a o týden později ve čtvrtfinále. Na úvodní kazaňské události vyhrála svou první deblovou trofej po boku krajanky Marie Krupeninové. Premiérový singlový titul v této úrovni tenisu si připsala během února 2021 v kazachstánském Šymkentu, turnaji s rozpočtem 15 tisíc dolarů. V semifinále přehrála nejvýše nasazenou Uzbečku Sabinu Šaripovovou a v závěrečném duelu běloruskou turnajovou dvojku Juliju Hatoukovou, které oplatila týden starou porážku z finále úvodního šymkentského turnaje.
Do čtyřhry okruhu WTA Tour poprvé zasáhla na jūrmalském Baltic Open 2019 s krajankou Veronikou Pepeljajevovou. V prvním utkání získaly jen dva gamy na rusko-polský pár Natela Dzalamidzeová a Paula Kaniová. Singlovou premiéru prožila ve 21 letech na travnatém Libéma Open 2022 po zvládnuté kvalifikaci. Časnou třísetovou porážku ve dvouhře jí přivodila zkušená Belgičanka Kirsten Flipkensová, jíž patřila až 308. příčka. Shodný scénář měla účast i na antukovém Grand Prix SAR La Princesse Lalla Meryem 2023, kde jako kvalifikantka nepřešla úvodní fázi dvouhry přes Američanku Alycii Parksovou z konce první padesátky.
V grandslamové kvalifikaci debutovala na French Open 2022. Až porážka v závěrečném supertiebreaku třetí sady rozhodla o jejím vyřazení proti Paraguayce Verónice Cepedeové Roygové. Otevírací duel nezvládla ani v kvalifikační soutěži US Open 2022, kde byla nad její síly Američanka Whitney Osuigweová. Blízko postupu do grandslamové dvouhry se ocitla na Australian Open 2023. V rozhodujícím kvalifikačním kole však podlehla Dianě Šnajderové.
Událost ITF s nejvyšší dotací 100 tisíc dolarů ovládla na začátku prosince 2023 v Dubaji. Cestou za titulem vyřadila Arinu Rodionovovou, Emily Appletonovou, Hatoukovou, Niginu Abduraimovovou a nakonec i Nizozemku Arianne Hartonovou. Bodový zisk ji v úvodu ledna 2024 posunul na nové žebříčkové maximum, 155. místo.

## Finále série WTA 125
| Legenda                  |
| ------------------------ |
| D – dvouhra; Č – čtyřhra |
| WTA 125 (1–0 Č)          |

### Čtyřhra: 1 (1–0)
| Stav    | č. | datum      | turnaj          | povrch | spoluhráčka         | soupeřky ve finále                     | výsledek      |
| ------- | -- | ---------- | --------------- | ------ | ------------------- | -------------------------------------- | ------------- |
| Vítězka | 1. | říjen 2023 | Tampico, Mexiko | tvrdý  | Kamilla Rachimovová | Sabrina Santamariová Heather Watsonová | 7–6(7–5), 6–2 |

## Tituly na okruhu ITF
| Legenda         | Legenda         |
| --------------- | --------------- |
| Turnaje W100    | Turnaje W80     |
| Turnaje W75/W60 | Turnaje W50     |
| Turnaje W35/W25 | Turnaje W15/W10 |

### Dvouhra (5 titulů)
| Č. | datum         | turnaj                          | kategorie | povrch    | poražená finalistka | výsledek           |
| -- | ------------- | ------------------------------- | --------- | --------- | ------------------- | ------------------ |
| 1. | únor 2021     | Šymkent, Kazachstán             | W15       | tvrdý (h) | Julija Hatouková    | 7–5, 2–6, 7–6(7–2) |
| 2. | červenec 2021 | Nur-Sultan, Kazachstán          | W25       | tvrdý     | Justina Mikulskytė  | 2–6, 7–5, 6–1      |
| 3. | duben 2022    | Pretorie, Jihoafrická republika | W60       | tvrdý     | Lina Glušková       | 5–7, 6–3, 6–3      |
| 4. | leden 2023    | Bhópál, Indie                   | W40       | tvrdý     | Joanne Zügerová     | 6–4, 6–1           |
| 5. | prosinec 2023 | Dubaj, Spojené arabské emiráty  | W100      | tvrdý     | Arianne Hartonová   | 6–1, 6–4           |

### Čtyřhra (14 titulů)
| Č.  | datum         | turnaj                 | kategorie | povrch    | spoluhráčka            | poražené finalistky                           | výsledek              |
| --- | ------------- | ---------------------- | --------- | --------- | ---------------------- | --------------------------------------------- | --------------------- |
| 1.  | srpen 2018    | Kazaň, Rusko           | W15       | antuka    | Marija Krupeninová     | Darja Mišinová Noel Sajdenovová               | 4–6, 6–3, [10–8]      |
| 2.  | prosinec 2019 | Milovice, Česko        | W15       | tvrdý (h) | Alexandra Pospělovová  | Karolína Beránková Barbora Miklová            | 6–1, 7–5              |
| 3.  | leden 2020    | Monastir, Tunisko      | W15       | tvrdý     | Zeel Desaiová          | Bojana Marinkovićová Tereza Mihalíková        | 7–6(7–4), 5–7, [10–5] |
| 4.  | únor 2020     | Monastir, Tunisko      | W15       | tvrdý     | Anastasija Pribylovová | Katharina Heringová Lisa Ponomarová           | 5–7, 7–6(7–4), [10–4] |
| 5.  | říjen 2020    | Šarm aš-Šajch, Egypt   | W15       | tvrdý     | Veronika Pepeljajevová | Bianca Jolie Fernandezová Leylah Fernandezová | 4–6, 6–3, [10–6]      |
| 6.  | únor 2021     | Šymkent, Kazachstán    | W15       | tvrdý (h) | Weronika Baszaková     | Darja Mišinová Noel Sajdenovová               | 6–2, 3–6, [10–6]      |
| 7.  | září 2021     | Leiria, Portugalsko    | W25       | tvrdý     | Carolina Alvesová      | Celia Cerviño Ruizová Angelica Moratelliová   | 6–4, 6–4              |
| 8.  | červen 2022   | Madrid, Španělsko      | W60       | tvrdý     | Anna Danilinová        | Lu Ťia-ťing Jou Siao-ti                       | 6–4, 6–2              |
| 9.  | leden 2023    | Canberra, Austrálie    | W60       | tvrdý     | Irina Chromačovová     | Robin Andersonová Hailey Baptisteová          | 6–4, 7–5              |
| 10. | březen 2023   | Nur-Sultan, Kazachstán | W60       | tvrdý (h) | Polina Kuděrmetovová   | Han Na-re Čang Su-džong                       | 2–6, 6–3, [10–7]      |
| 11. | březen 2023   | Maribor, Slovinsko     | W40       | tvrdý (h) | Sofja Lansereová       | Irina Baraová Andreea Mituová                 | 6–3, 6–2              |
| 12. | červen 2023   | Caserta, Itálie        | W60       | antuka    | Mojuka Učidžimová      | Despina Papamichailová Camilla Rosatellová    | 6–4, 6–2              |
| 13. | srpen 2023    | Barcelona, Španělsko   | W60       | tvrdý     | Prarthana Thombareová  | Estelle Cascinová Diāna Marcinkēvičová        | 3–6, 6–1, [10–7]      |
| 14. | říjen 2023    | Rome, Spojené státy    | W60       | tvrdý (h) | Sofia Sewingová        | Robin Andersonová Fernanda Contrerasová       | 4–6, 6–3, [10–7]      |

## Finále na juniorském Grand Slamu

### Čtyřhra juniorek: 1 (0–1)
| Stav       | rok  | turnaj      | povrch | spoluhráčka      | soupeřky ve finále           | výsledek |
| ---------- | ---- | ----------- | ------ | ---------------- | ---------------------------- | -------- |
| Finalistka | 2019 | French Open | antuka | Alina Čarajevová | Chloe Becková Emma Navarrová | 1–6, 2–6 |